# Nidula emodensis
Nidula emodensis är en svampart som först beskrevs av Miles Joseph Berkeley, och fick sitt nu gällande namn av Lloyd 1906. Nidula emodensis ingår i släktet Nidula och familjen Agaricaceae.   Inga underarter finns listade i Catalogue of Life.